# Сехваг, Вирендер
Вирендер Сехваг (англ. Virender Sehwag, хинди वीरेन्द्र सहवाग; род. 20 октября 1978, Дели) — индийский игрок в крикет, специализирующийся в амплуа бэтсмена. Также мог играть на позиции боулера. Выступал за сборную Индии с 1999 по 2013 годы. Чемпион мира по крикету (2011), серебряный призёр чемпионата мира (2003), победитель Трофея чемпионов (2002), чемпион мира в формате Твенти20 (2007).
Сехваг известен как один из самых разрушительных открывающих бэтсменов и один из величайших бэтсменов своей эпохи. Вирендер Сехваг играл за «Дели Кэпиталз» в Индийской премьер-лиге, а также за сборные Дели и штата Харьяна во внутренних индийских соревнованиях.
Сехваг сыграл свой первый однодневный международный матч в 1999 году и присоединился к тестовой сборной Индии в 2001 году. В апреле 2009 года Сехваг стал первым индийцем, кто был удостоен награды лучшему игроку от авторитетного журнала Wisden Cricketers' Almanack за выступления в 2008 году. Спустя год он вновь стал обладателем этой награды, что произошло впервые в истории.
Время от времени он становился капитаном, когда основные капитаны не имели возможности играть за сборную, и постоянно являлся вице-капитаном индийской сборной.
Сехваг был капитаном команд «Дели Дейрдевилс» и сборной Дели, выступавший в Ранджи Трофи.
Во время Кубка чемпионов ICC 2002 года Сехваг стал лучшим бомбардиром, набрав 271 пробег. В 2023 году он был введён в Зал славы Международного совета крикета.
Сехваг является обладателем множества рекордов, в том числе наивысшего количества пробегов, набранных индийцем в тестовом крикете (319 ранов в матче против Южной Африки на стадионе имени Муттая Аннамалая Чидамбарама в Ченнаи). Также это достижение остаётся самым быстрым трёхсотенным результатом в истории международного крикета (300 пробегов за 278 мячей).
Сехваг также является одним из четырёх бэтсменов в мире, которые когда-либо дважды достигали 300 очков в тестовом крикете. У Сехвага самый высокий показатель результативности в тестовых матчах среди бэтсменов, совершивших 2000 или более пробегов. Показатель результативности Сехвага в тестовых матчах составляет 82,23 очка на сто пробегов.
В марте 2009 года Сехваг набрал самую быструю «сотню» среди индийских бэтсменов в однодневных международных матчах, затратив на этот результат 60 ударов. 8 декабря 2011 года он впервые набрал 200 очков в игре против Вест-Индии, став вторым бэтсменом после Сачина Тендулкара, достигшим этого результата. Этот результат оставался самым высоки индивидуальным результатом в крикете ODI — 219 пробегов за 149 мячей, пока Рохит Шарма не побил его, заработав 264 рана за 173 мяча 13 ноября 2014 года. Сехваг — один из двух игроков в мире, набравших 200 очков в однодневных международных матчах и 300 очков в тестовых, второй игрок — Крис Гейл.
Сехваг стал вице-капитаном индийской сборной под руководством Рахула Дравида в октябре 2005 года, но из-за плохой формы в декабре 2006 года его заменил В.В.С. Лаксман. В январе 2007 года Сехваг выбыл из индийской сборной в формате ODI, а затем и из тестовой сборной. За время своего пребывания вице-капитаном, Сехваг возглавлял команду вместо травмированного Дравида в двух однодневных матчах и одном тестовом. После возвращения в 2008 году и завершения карьеры Анила Кумбле, Сехваг был повторно назначен вице-капитаном. К началу 2009 года Сехваг снова зарекомендовал себя как один из лучших бэтсменов в однодневных международных матчах.
Сехваг завершил карьеру во всех форматах международного крикета 20 октября 2015 года. Сейчас он является членом апелляционной антидопинговой комиссии Национального антидопингового агентства при Министерстве по делам молодежи и спорта правительства Индии.

## Ранние годы
Сехваг родился в семье джатов, которые занимались торговлей зерном. В детстве он жил совместно с братьями и сёстрами, дядями, тётями и шестнадцатью двоюродными братьями. Хотя сейчас семья Сехвагов проживает в Нью-Дели, они происходят из Харьяны. Вирендер Сехваг был третьим из четырёх детей Кришана и Кришны Сехвагов. Его старших сестёр зовут Манджу и Анджу, а младшего брата — Винод. Отец Сехвага рассказывал, что Вирендер проявил интерес к крикету после того, как получил в подарок игрушечную биту в семимесячном возрасте. Он учился в школе Арора Видья в Дели и уговаривал родителей позволить ему играть в крикет, считая, что не имеет способностей к обучению. В начале своей карьеры он имел репутацию атакующего бэтсмена, его тренером был Амар Натх Шарма. Его отец пытался склонить сына к завершению карьеры, когда в 1990 году Вирендер сломал зуб, но мать Сехвага помогла ему продолжить занятия спортом. Позднее он поступил в университет Джамия Милия Исламия.

## Карьера во внутренних соревнованиях

### Ранние годы
Сехваг дебютировал за сборную Дели по крикету на первоклассном уровне в сезоне 1997/98 годов. Затем он вошёл в состав сборной Северной зоны в «Дулип Трофи», где команда заняла пятое место. Сехвага включили в сборную для игр в Пакистане в феврале 1999 года. Он продемонстрировал лучший результат для своей команды, заработав в первом иннингсе 66 очков за 83 мяча. Сехваг занял четвёртое место в рейтинге бэтсменов на «Дулип Трофи», а его результат в 274 пробега стал лучшим на турнире. На выполнение этих пробегов в матче против Южной зоны в Агартале потребовалось 327 мячей, но затем Сехваг смог достичь ещё один крупный результат — 187 ранов за 175 мячей в матче «Ранджи Трофи» против Пенджаба.
Сехваг был включён в сборную до 19 лет, которая отправилась в Южную Африку. В рейтинге бэтсменов сезона 2000/01 Сехваг занял седьмое место, дважды отличившись сотней, но его игра привлекла внимание спортивных функционеров и в середине 2001 года он стал постоянным членом национальной сборной.
С тех пор, как началась международная карьера, Сехваг продолжил играть за Дели на внутренних соревнованиях, когда не играл за сборную страны, и стал капитаном Северной Зоны, которая одержала победу в «Деодхар Трофи» в сезонах 2004/05 и 2005/06 годов. Он также некоторое время выступал за Лестершир в 2003 году, но травма спины привела к расторжению контракта.

### Индийская Премьер-лига
Сехваг был капитаном «Дели Дейрдевилс» в первых двух сезонах Индийской премьер-лиги, прежде чем он передал капитанство Гаутаму Гамбхиру. Однако в четвёртом сезоне Лиги Сехваг вновь стал капитаном, а в следующем сезоне он установил рекорд, пять раз подряд набрав по 50 и больше очков в матчах формата Твенти20.
По случаю 10-летнего юбилея Индийской премьер-лиги Сехваг был включён в сборную лучших игроков Лиги за всю историю по версии Cricinfo.

## Международная карьера

### Однодневные международные матчи
Карьера Сехвага в однодневных международных матчах началась неудачно — в его первом матче против Пакистана в Мохали в апреле 1999 года удалось набрать лишь один пробег, после чего Сехваг был выведен из игры по правилу «нога перед калиткой» после подачи Шоаиба Ахтара. В качестве боулера он также сыграл неудачно, за три овера позволив набрать сопернику 35 очков. Следующий матч состоялся для Сехвага лишь спустя 20 месяцев.
Сехваг вернулся в сборную к серии против Зимбабве в декабре 2000 года. В четвёртом матче против Австралии в марте 2001 года Сехваг набрал 58 пробегов за 54 мяча, игра прошла в Бангалоре. В той же игре он сумел разрушить три калитки, будучи боулером, и помог Индии одержать победу и был удостоен награды лучшего игрока матча.
Сехваг во время мини-турнира из трёх команд в Шри-Ланке в августе 2001 года стал бэтсменом верхней части очереди, так как Сачин Тендулкар отсутствовал из-за травмы стопы. В матче против Новой Зеландии, который должен был определить финалиста, Сехваг впервые заработал больше ста очков.
Из-за травмы Саурава Гангули в серии Индия-Англия в январе 2002 года Сехваг получил ещё одну возможность сыграть в качестве открывающего бэтсмена, и он воспользовался этим шансом, набрав 82 пробега за 64 мяча в Канпуре. Индия выиграла этот матч с преимуществом в восемь калиток. Благодаря хорошим выступлениям в качестве открывающего игрока, Сехваг стал постоянным бэтсменом верхней части очереди. Сачин Тендулкар, открывавший очередь бэтсменов в серии против Англии, был перемещён в среднюю часть очереди.
После скромных результатов в сериях в Вест-Индии и Англии, Сехваг выполнил 271 пробег с показателем набора очков 90,33 на Трофее чемпионов в Шри-Ланке, дважды становясь лучшим игроком матча. В групповом матче против Англии в партнёрстве с Суравом Гангули они набрали 192 ранов, а Сехваг в матче отличился 126 пробегами за 104 мяча, что позволило Индии победить с преимуществом в восемь калиток. Затем Сехваг набрал 58 ранов за 54 мяча, а в амплуа боулера разрушил 3 калитки и позволил набрать сопернику лишь 25 очков, что помогло победить Южную Африку с преимуществом в 10 пробегов и помочь Индии выйти в финал.
В конце 2002 года Индия играла с Вест-Индией в Раджкоте, Сехваг в этом матче набрал 114 очков за 82 мяча, при этом в партнёрстве с Гангули индийцы набрали на двоих 196 ранов. Индия победила с преимуществом в 9 калиток. Сехваг стал единственным бэтсменом, кто отличился «сотней» в семиматчевой серии против Новой Зеландии, причём ему удалось сделать это дважды — 108 очков в Нейпире, хотя Индия тогда проиграла, и 112 в Окленде, в этом матче Индия победила с преимуществом в одну калитку.
Вирендер Сехваг провёл посредственный чемпионат мира по крикету 2003 года, набрав 299 очков. Его лучший результат — 82 пробега, был показан в проигранном против Австралии финале.

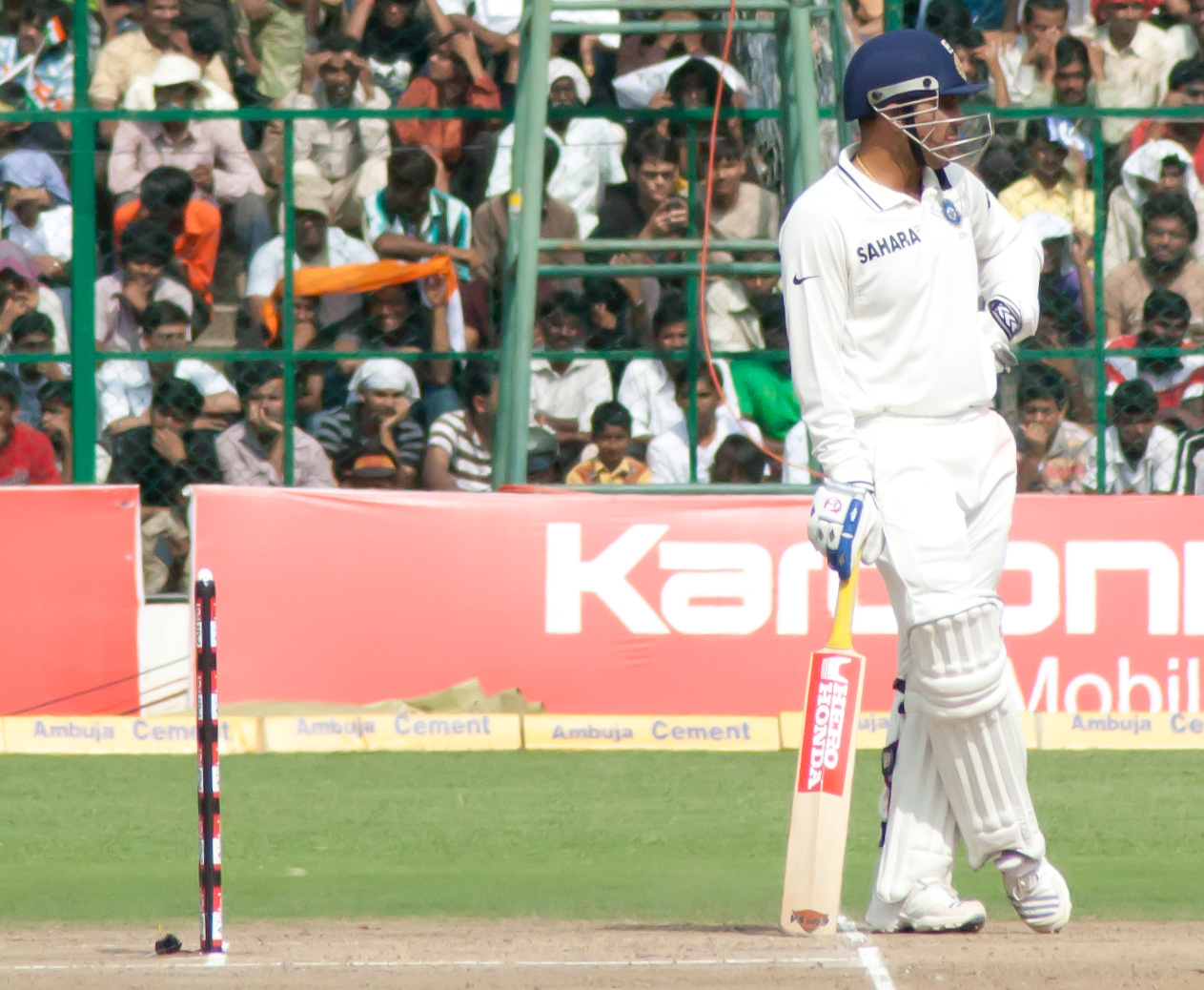

В 2003 году Сехваг в четвёртый раз отличился «сотней» и был признан лучшим игроков в игре против Новой Зеландии в Хайдарабаде, набрав 130 очков. При этом в партнёрстве с Тендулкаром индийцы набрали 182 рана на двоих, а Индия выиграла матч с преимуществом в 145 пробегов.
Несмотря на нестабильную игру, Сехваг трижды становился лучшим игроком матча в сезонах 2003/04 и 2004/05 в матчах против Шри-Ланки, Бангладеш и Пакистана. В игре против Пакистана, которая прошла в Кочи, Сехваг отличился 108 пробегами за 95 мячей. Этот результат стал первым «сотенным» за последние 18 месяцев. Индия победила с преимуществом в 95 пробегов.
За выступления в 2004 году Международный совет крикета включил его в сборную лучших игроков однодневных международных матчей.
Затем у Сехвага в течение двух лет не было ни одной «сотни» в однодневных международных матчах, а во время серии в Пакистане в начале 2006 года он был вынужден покинуть расположение сборной из-за травмы плеча. Отсутствие результатов в крикете с ограниченным количеством оверов озадачила экспертов по крикету, поскольку стабильные результаты в тестовых матчах не привели к успехам в формате ODI. Затем Сехваг был исключён из состава сборной на серию против Вест-Индии, а в ходе споров о том, заслуживает ли он включения в состав команды на чемпионат мира по крикету 2007 года, поддержка Рахула Дравида помогла ему всё же сыграть на турнире, но форма Сехвага была плохой.
В первом матче чемпионата мира Сехваг сыграл неудачно, но в игре против Бермуд сумел набрать 114 очков за 87 мячей. Индийская команда набрала 413/5 в иннингсе, что стало лучшим результатом сборной за историю чемпионатов мира. Несмотря на это, победа против Бермуд стала единственной для Индии на турнире.
В начале 2011 года Сехваг принял участие на чемпионате мира по крикету. В матче против Бангладеш в Мирпуре индиец показал самый высокий результат на турнире среди бэтсменов, совершив 175 пробегов, а в общем рейтинге бэтсменов занял седьмое место, набрав 380 ранов за восемь матчей. Также Вирендер вошёл в четвёрку лучших бэтсменов по количеству ударов, после которых мяч достиг границ поля. В финальном матче Сехваг был выведен из игры на втором мяче, не набрав ни одного очка. После него относительно быстро вывели из игры и Сачина Тендулкара. Несмотря на быструю потерю открывающих бэтсменов, Индия впервые за 28 лет выиграла турнир. Таким образом, и Тендулкар, и Сехваг стали чемпионами мира.
8 декабря 2011 года Сехваг показал свой лучший результат в игре против Вест-Индии в Индауре, заработав 219 пробегов за 149 мячей. В том же иннингсе индиец преодолел порог в 8000 пробегов в международных однодневных матчах. Сотрудники ESPNCricinfo признали это выступление лучшим в году в однодневных международных матчах.
Международный совет крикета включил Сехвага в сборную лучших игроков 2011 года в однодневных международных матчах.

#### Итоги выступлений в однодневных международных матчах
Сехваг за время игр в однодневных международных матчах показал очень высокую результативность: 103,44 очка на 100 мячей (по этому показателю в те годы его превосходил лишь пакистанец Шахид Африди, который имел гораздо более низкий средний показатель). Сехваг добился большего успеха в игре, когда нужно было достичь запланированной цели, 7 из 13 «сотен» были достигнуты именно во время таких сценариев. В семи матчах из-за отсутствия капитанов Сехваг становился временным лидером сборной. В декабре 2011 года Сехваг набрал 219 очков в 149 передачах против Вест-Индии в Индауре.

### Тестовая карьера
Хотя Сехваг отличился в 2001 года первой «сотней» в карьере во время игры в Шри-Ланке, этого оказалось недостаточно, чтобы попасть в тестовую команду. Сехваг дебютировал в тестовом матче в конце 2001 года в серии против Южной Африки в Блумфонтейне. Он был включён в среднюю часть очереди бэтсменов. Он набрал 105 очков в дебютном матче, при этом Индия проиграла ЮАР. Рефери матча Майк Деннесс дисквалифицировал Сехвага на один матч за чрезмерное апеллирование к судье во втором матче в Порт-Элизабете, что привело к спорам между ЮАР, Индией и Международным советом крикета. В сезоне 2001/02 годов он играл против Англии и Зимбабве. За свои достижения, в частности, две «сотни», в серии против Англии в 2002 году Сехвага назначили в верхнюю часть очереди бэтсменов. Он набрал 84 пробега на стадионе «Lord’s», а затем отметился сотней пробегов во втором матче на «Трент Бридж». В первом тестовом матче против Вест-Индии он набрал 147 очков в Мумбаи, что на тот момент было его лучшим результатом в тестовых матчах. Он стал лучшим игроком того матча. После неудачной серии в Новой Зеландии он успешно сыграл в ответной серии, набрав 130 очков в матче в Мохали в конце 2003 года.
Сехваг набрал 195 пробегов в матче против Австралии в день подарков 2003 года на «Мельбурн Крикет Граунд». Несмотря на это Индия проиграла.
В начале 2004 года он стал первым индийцем, набравшим 300 очков в тестовом крикете. В первой игре против Пакистана в Мултане Сехваг отличился 309 пробегами, превзойдя достижение В.В.С. Лаксмана — 281 ран против Австралии. В этом матче Индия показала самый высокий результат в играх против Пакистана — 675 ранов при 5 разрушенных калитках. Это был 21-й тестовый матч для Сехвага, и шестая «сотня». Индия выиграла с преимуществом в целый иннингс, а Сехваг был признан лучшим игроком матча. Во втором матче в Лахоре Индия проиграла, но Сехваг набрал 90 ранов и стал лучшим бэтсменом серии. Позже он продал на аукционе биту, которой он набрал 300 пробегов, за 70 тысяч рупий, и направил их в помощь пострадавшим от цунами, вызванного землетрясением в Индийском океане.
В первом тестовом матче в Трофее Бордера-Гаваскара 2004 года в Бангалоре Сехваг был оштрафован за проявление «серьёзного несогласия» с судьёй Билли Боуденом после того, как был выведен из игры по правилу «нога перед калиткой». Повторы показали, что он попал по мячу битой и попадание в ногу произошло уже после, из-за чего Боуден был вынужден принести извинения. Сехваг набрал 155 очков в матче в Ченнаи, что обеспечило индийцам трёхзначное преимущество, но в последний день матч сокращён из-за дождя, и индийцам для победы потребовалось 229 очков. В домашней серии против Южной Африки в том же году Сехваг набрал 164 очка, хотя матч Канпуре завершился ничьей-дроу. Во второй матче в Калькутте Сехваг отличился 88 очками. Индия победила в матче и в серии, а Сехваг снова стал лучшим игроком серии.
Сехваг неудачно сыграл в серии в Бангладеш, но в домашней серии 2005 года против Пакистана он набрал 173 очка в Мохали, 81 в Калькутте, а затем 201 в Бангалоре. Всего Сехваг набрал 544 очка при среднем показателе 90,66, и был признан лучшим игроком серии. Он преодолел отметку в 3000 пробегов в тестовом матче в Бангалоре, быстрее всех среди индийцев достигнув этого результата. Его выступления за последний год позволили ему получить постоянное место в тестовой сборной.
В конце 2005 года Сехвага критиковали за то, что он не смог набрать даже 50 очков в четырёх тестовых матчах против Зимбабве и Шри-Ланки. Он также пропустил второй тест против Шри-Ланки в Дели из-за болезни, но вернулся в команду в следующем матче в Ахмадабаде и привёл индийцев к победе, будучи капитаном на время болезни Рахула Дравида. Он был включен в сборную лучших игроков тестовых матчей 2005 года.

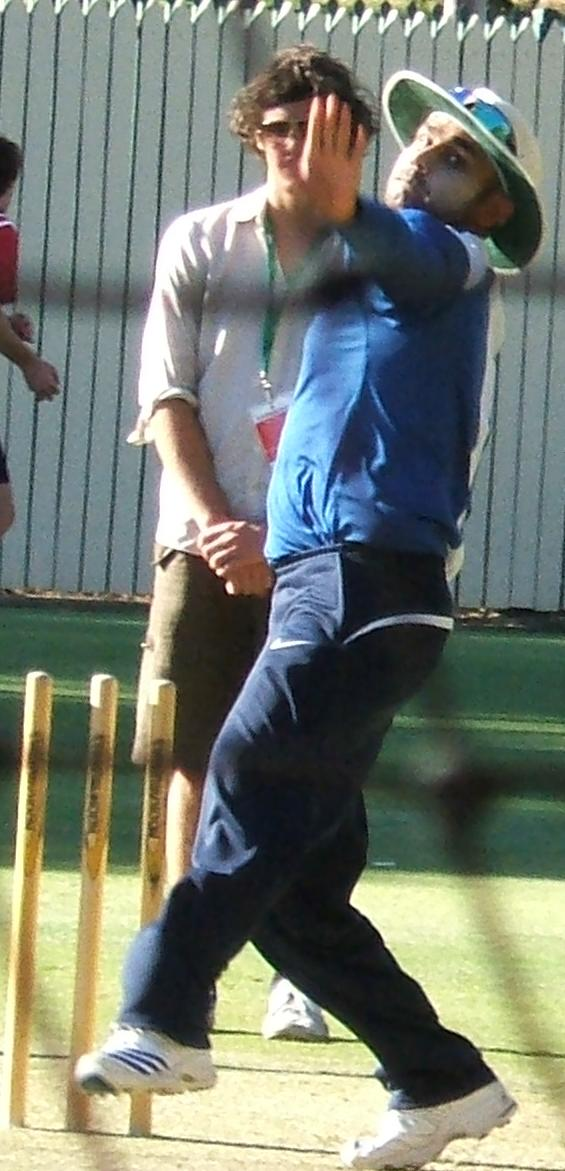
Сехваг выполняет подачу

Сехваг впервые в году отметился «сотней», набрав 254 рана в матче против Пакистана в Лахоре в январе 2006 года. Этот результат стал самым большим при частоте ударов более 100 и вторым по скорости результатом больше 200 пробегов за всю историю. При этом Сехваг участвовал в партнёрстве с капитаном Рахулом Дравидом, и на двоих индийцы набрали 410 пробегов, что является самым высоким показателем за всю историю против Пакистана. Сехваг, однако, не смог набрать 50 очков в следующих двух тестовых матчах против Пакистана, и, за исключением 76 (где так и не был выведен из игры) во втором тесте в Мохали против Англии, он провёл семь неудачных иннингсов, за что был подвергнут критике.
Во время серии в Вест-Индии в 2006 году Сехваг едва не набрал «сотню» в первой сессии матча в Сент-Люсии, остановившись перед перерывом на отметке в 99 пробегов. В итоге он набрал 180 ранов за 190 мячей, а также разрушил четыре калитки в амплуа боулера, став лучшим игроков матча. Хотя Сехваг разрушил более 50 калиток в однодневных международных матчах, в рамках этого тура его впервые использовали в качестве боулера в тестовом матче. При этом он сразу взял девять калиток в первых двух тестовых матчах. Сехваг был оштрафован в первом матче за чрезмерную апелляцию.
Из-за плохой формы Севаг был исключён из тестовой команды в 2007 году. Но уже в декабре 2007 года он был вызван в сборную на серию в Австралии после того, как его попросили вернуть в сборную. Об этом просили, в том числе, Ян Чаппелл.
Хотя он был исключён из команды в первых двух матчах, оба из которых Индия проиграла, он играл в третьей игре в Перте. Он сыграл ключевую роль в победе Индии, совершив 72 пробега в быстром темпе и взяв 2 решающие калитки . Его 151 пробег во втором иннингсе четвёртого матча в Аделаиде стало первым во вторых иннингсах, при этом Сехваг отказался от свойственного ему агрессивного стиля игры в пользу более оборонительного подхода, который был необходим для победы в той ситуации.
Сехваг в серии против Южной Африки в апреле 2008 года набрал 319 очков в первом матче на стадионе имени Муттая Аннамалая Чидамбарама в Ченнаи, набрав 300 очков всего за 278 мячей, что является самым быстрым трёхсотенным результатом в тестовом крикете. Сехваг стал лишь третьим бэтсменом после Дональда Брэдмана и Брайана Лары, кто дважды заработал больше 300 пробегов в тестовом крикете. Сехваг набрал 257 пробегов в третий день матча, что стало наибольшим количеством очков, набранных отдельным игроком с битой за один день тестового матча с 1954 года, когда Денис Комптон совершил 273 рана.
Его результат в 201 пробег, когда он так и не был выведен из игры, был признан ESPNCricinfo лучшим выступлением в тестовом матче 2008 года.
В первом матче против Англии в Ченнаи в декабре 2008 года Сехваг быстро набрал 83 рана за 68 мячей в последней сессии четвёртого дня, что позволило Индии достичь рекордной для матчей в Индии цели в 4/387 очков. Сехваг стал лучшим игроком матча, хотяСачин Тендулкар тоже отличился «сотней» и не был выведен из игры, а Эндрю Страусс отличался «сотней» в каждом иннингсе Англии. Этот результат ESPNCricinfo номинировал в конкурсе на лучший результат года в тестовом крикете. За выступления в 2008 году и ESPNCricinfo, и Международный совет крикета, включили Сехвага в сборную лучших игроков года в тестовом крикете.

### Мировые серии
Сехвага включили в сборную Международного совета крикета для участия в суперсерии 2005 года против Австралии в конце 2005 года, но индиец сумел совершить всего 64 пробега со средним результатом 21,33. Ранее, в 2005 году, он был выбран в сборную Азиатского совета по крикету для участия в матче по сбору средств в помощь жертвам цунами 2004 года.
В июле 2014 года он играл за команду «Остальной мир» в матче празднования двухсотлетия крикета на стадионе «Lord’s».

### Завершение карьеры
20 октября 2015 года Сехваг объявил завершении карьеры, как международной, так и в Индийской премьер-лиге.

## Стиль игры

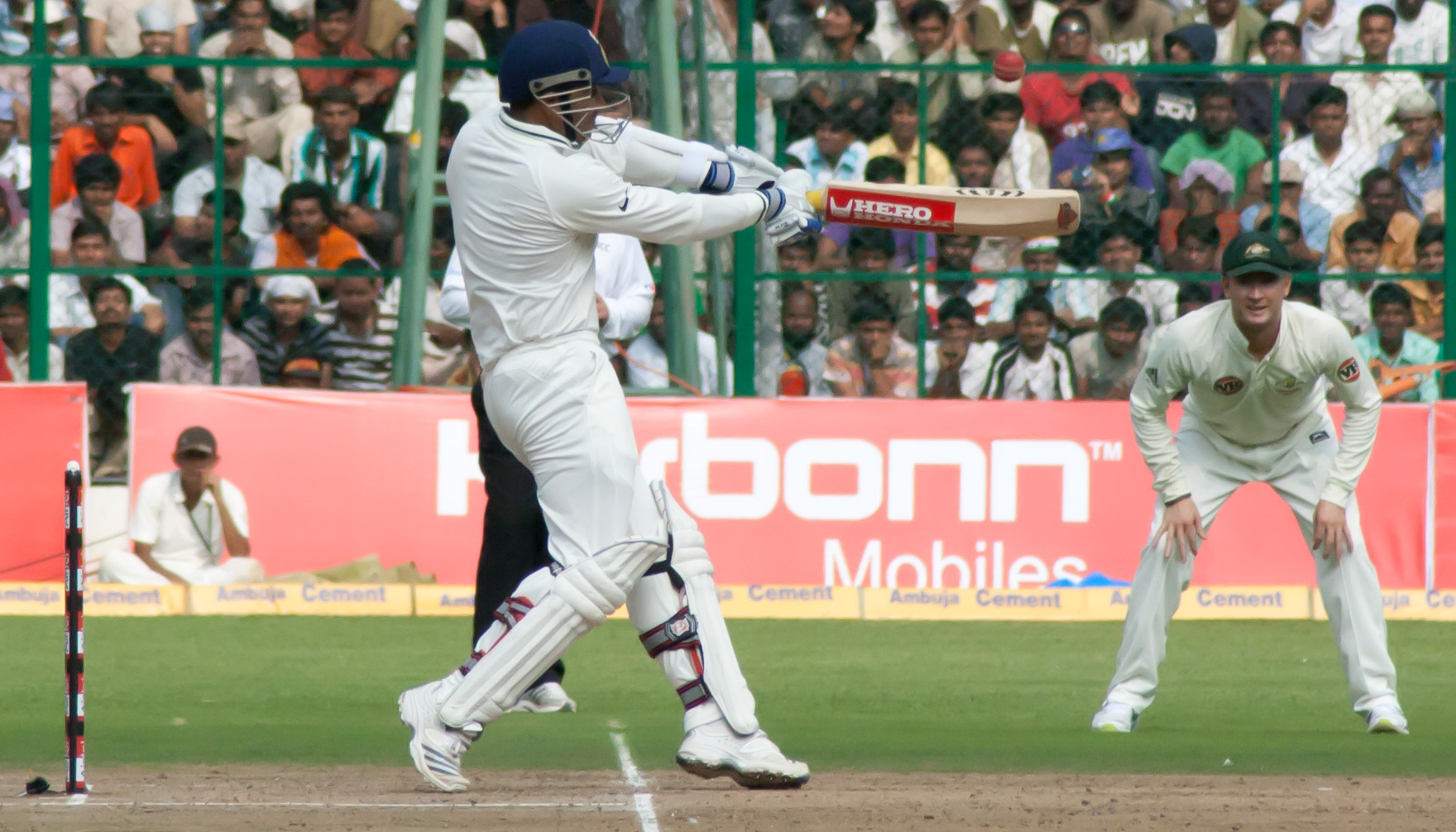
Вирендер Сехваг наносит удар с крюка

В первые годы Сехвага часто сравнивали с Сачином Тендулкаром из-за схожего стиля игры, телосложения и внешнего вида. Он много раз признавал, что в юности сознательно пытался копировать свой стиль игры с выступлений Тендулкара.
Технику Сехвага часто называют нестандартной: он часто отходит назад (что считается технически неправильным), чтобы дать больше свободы рукам во время выполнения ударов, и, в частности, для лучшего попадания по закрученным мячам. Отмечают также его стиль удара, при котором мяч отбиваться чрезвычайно сильно с подъёмом вверх в сторону биты (off-side). Отмечается также умение Сехвага выполнять удары late cut, то есть когда мяч уже долетает до бэтсмена. Он склонен бить по мячу в воздухе и рисковать тем, что его выведут из игры. Он также известен относительно недостаточной работой ног, но это компенсируется хорошим зрением и контролем траектории мяча. Выведение из игры Сехвага чаще происходит во время подач с вращением в сторону калитки, что объясняется его стилем игры.

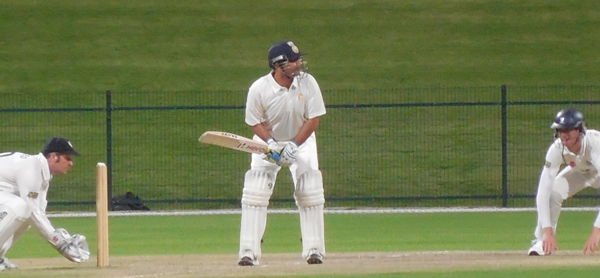
Вирендер Сехваг отбивает мяч

Вирендер Сехваг часто известен своим чрезвычайно атакующим стилем игры, а в 2005 году в Wisden Cricketers' Almanack его назвали «самый захватывающим открывающим бэтсменом в мире» из-за его агрессивного стиля в тестовых матчах, а его показатель набора очков уступает только Адаму Гилкристу и Шахиду Африди. Сехваг также известен пренебрежением к ситуации в матче, продолжая играть агрессивно, даже когда его команда находится не имеет возможности рисковать из-за не лучшей ситуации в матче. Такое пренебрежение, с одной стороны, позволяет избежать психологического давления, а с другой стороны приводит к негативным последствиям. Тренер Пакистана Боб Вулмер назвал его «искушённым трудягой» (sophisticated slogger). Несмотря на это, с годами он всё меньше использует «безрассудные удары» и начинает контролировать игру, об этом пишет газета Sydney Morning Herald.
В восьми тестовых матчах, начиная с апреля 2012 года, Сехвагу удалось набрать всего 408 очков при среднем показателе 31,38, а самый высокий результат — 117. В шести однодневных международных матчах за тот же период он набрал 183 очка при среднем показателе 30,5. Его последней «сотней» в однодневном международном матче стал результат в игре против Вест-Индии в декабре 2011 года. Бывший бэтсмен сборной Англии Джеффри Бойкотт прокомментировал, что это мог бы быть конец карьеры Сехвага: «Я не думаю, что он снова будет играть. Я думаю, это потому, что Индия пошла по правильному пути. Потребовалось некоторое время, чтобы прийти к этому. Они дали молодёжи шанс».
В рейтинге самым устрашающих бэтсменов Сехваг стал четвёртым.

## Скандалы
В ноябре 2001 года Сехваг был вовлечён в разногласия во втором тестовом матче между Индией и Южной Африкой в Порт-Элизабете, когда рефери матча Майк Деннесс отстранил его на один матч за «чрезмерную апелляцию». Он стал одним из шести индийских игроков, получивших дисквалификацию. Беспрецедентная строгость запретов спровоцировала международный крикетный, политический и административный кризис: индийское крикетное сообщество вовсе грозило отменить тур, если Майк Деннесс не будет отстранён от должности рефери в третьем матче. Международный совет крикета поддержал Майка Деннесса, а правительство Южной Африки поддержало индийское крикетное сообщество и не позволило Майку Деннессу войти на стадион в первый день третьего тестового матча. В ответ на это Международный совет крикета заявил, что матч был «неофициальным» и «товарищеским пятидневным матчем», и серия была официально объявлена серией из двух матчей, а Южная Африка — победителем со счётом 1:0. Следующая серии между Англей и Индией оказалась под угрозой, когда Индия включила Сехвага в сборную. Международный совет крикета выпустил предупреждение о том, что любой матч с Сехвагом в команде по крикету не будет считаться «официальным» тестовым матчем до тех пор, пока Сехваг не отбудет дисквалификацию на один матч. После переговоров Сехваг всё же был исключён из команды на первый тест против Англии.
В октябре 2015 года Сехваг рассказал Zee News : «Я планировал завершить карьеру в 2007 году, когда меня исключили из команды, но Тендулкар помешал мне сделать это».

## Личная жизнь
Сехваг женился за Аарти Ахлават в апреле 2004 года. Свадьба публично освещалась, и на ней потребовалась работа охраны. В организации свадьбы принял участие Арун Джетли, тогдашний министр юстиции Индии. У Вирендера Сехвага и Ахлават двое сыновей: Арьявир, родившийся 18 октября 2007 года, и Ведант, родившийся в 2010 году.
Сехваг известен за то, что иногда поёт во время выполнения ударов. Его любимой песней является композиция Кишора Кумара «Chala Jaata Hoon» из фильма Раджеша Кханна 1972 года.
В 2011 году была открыта Международная школа Сехваг в Джаджаре, в 65 километрах к западу от Дели. На открытии школы присутствовала его мать, а сама идея открытия школы была мечтой отца Сехвага. После того, как Сехваг второй раз в карьере набрал больше 300 очков за иннингс, правительство Харьяны предложило Сехвагу построить академию на участке площадью 23 акра, где он попросил открыть школу вместо академии, чтобы осуществить мечту своего отца.
Сехваг появился в качестве гостя на шоу Indian Idol 21 января 2017 года и упомянул, что 22 ученика его школы за последние 2 года представляли национальную команду и сборную штата в различных видах спорта.

## Награды
- Премия Арджуны (2002)[143]
- Премия Полли Умригар лучшему международному игроку в крикет (2007)[144]
- Премия лучшему игроку по версии Wisden (2008, 2009)[7]
- Лучший игрок года в тестовом крикете по версии Международного совета крикет (2010)[145]
- Падма Шри (2010)[146]
- Входные ворота на стадионе имени Аруна Джетли в Дели названы в честь Сехвага[147]